# Bakáts tér
Bakáts tér est une place de Budapest située à dans le quartier de Ferencváros (9e arrondissement). Elle s'étend à équidistance entre le Danube et la fin méridionale du grand boulevard (nagykörút), au croisement de Ráday utca et Bakáts utca. On y trouve l'Église Saint-François-d'Assise, construite par Miklós Ybl.